# Dąbrówka (owady)
Dąbrówka (Drymonia) – rodzaj motyli z rodziny garbatkowatych.
Motyle o ciele smukłym do krępego. Głowa ich jest zaopatrzona w nieowłosione oczy złożone, krótkie głaszczki i uwstecznioną ssawkę. Przyoczka mogą być obecne lub zanikłe. Czułki osiągają mniej więcej połowę długości przedniego skrzydła i wykazują dymorfizm płciowy w budowie, będąc szczeciniastymi lub piłkowanymi u samicy, a grzebykowatymi u samca. Tułów jest szeroki. Na tylnej krawędzi przedniego skrzydła leży ząb z włosowatych łusek. 
Przedstawiciele rodzaju zamieszkują krainę palearktyczną. Gąsienice są foliofagami żerującymi na liściach dębów, buków, a rzadziej brzóz i topól. Zimowanie odbywa się w stadium poczwarki. Owady dorosłe nie pobierają pokarmu i są aktywne nocą.
Takson ten wprowadzony został w 1819 roku przez Jacoba Hübnera. Zalicza się doń 6 opisanych gatunków:
- Drymonia dodonaea (Denis et Schiffermüller, 1775) – dąbrówka dodona
- Drymonia dodonides (Staudinger, 1887)
- Drymonia obliterata (Esper, 1785) – dąbrówka megalona
- Drymonia querna (Denis et Schiffermüller, 1775) – dąbrówka dębowa
- Drymonia ruficornis (Hufnagel, 1766) – dąbrówka chaonia
- Drymonia velitaris (Hufnagel, 1766) – dąbrówka harcownica